# Alfarería de corral, campo y ribera

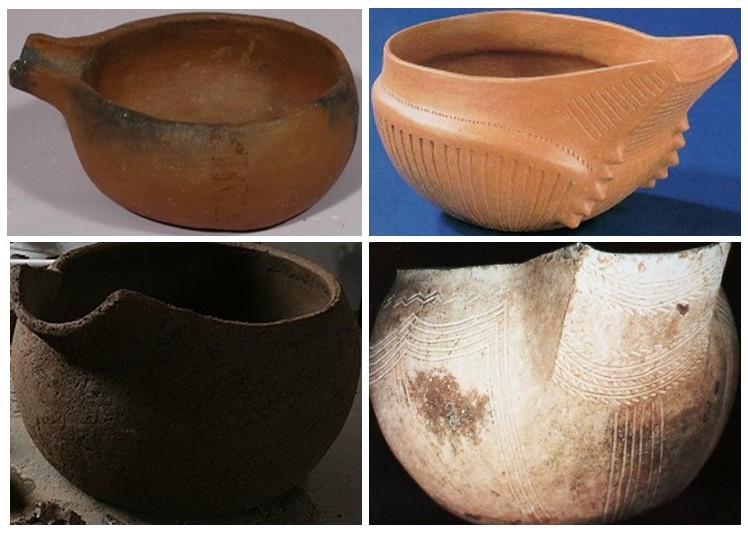
Tofio o tabajoste (cuatro modelos de recipiente para recoger la leche del ordeño de las cabras). Fuerteventura. Canarias. Spain

Como alfarería de corral, campo y ribera puede agruparse una rica variedad de piezas creadas en la tradición alfarera para resolver el conjunto de necesidades que la convivencia, trato y explotación de muy diferentes especies del mundo animal, fueron requiriendo de la imaginación artesana.
El pequeño e insólito museo que forman las piezas que pueden responder a las características de esta agrupación, pertenece a un capítulo etnográfico tan sorprendente como relativamente cercano en el tiempo. Conviene recordar que todas ellas se hicieron con barro y espíritu esencialmente utilitario, desde las trampas para hormigas o los recipientes para víboras, hasta las mieleras, comederos de aves, nidales, herradas y demás recipientes de ordeño, caracoleras y pulperas.

## Recipientes para aves
- Tipo: alfarería de granja.
- Piezas: comederos, bebederos.
- Usados por: aves de corral (gallinas, pollos, pavos, perdices), palomas y tórtolas, pájaros silvestres...

## Recipientes para el ganado
- Tipo: alfarería de campo y de corral.
- Piezas: barreños y herradas para el ordeño (cañadones, sellas, muñideras, tofios canarios), queseras y moldes para prensar el queso (encellas, pocillos para requesón), mantequeras, nateras, botija yuntera.[nota 3]
- Usados para: ovejas, cabras, caballerías...

## Recipientes para insectos
- Tipo: alfarería de campo y de corral.
- Piezas: mieleras y parrones (para envasar, conservar o transportar la miel), grilleras para que los niños guarden grillos.

## Ingenios para cría, conservación o exterminio
Orto y ocaso, nacimiento y muerte, reunidos en el mismo apartado. Estos son algunos de los ingenios alfareros en relación:
- Criaderos: conejeras, pulperas, ponederos de huevos, nidales para palomas y pajarillos diversos.
- Recipientes de mantenimiento: caracoleras (vasijas agujereadas para conservar caracoles), tarro para lagartijas.
- Trampas para exterminio: ratoneras, hormigueros, cuencos o lebrillos para las víboras.
- Ajuar para matanzas:

## Recipientes de ribera
También se ha hecho alfarería en relación con el mar y sus faenas:
- pulperas (como el cadufo para meter un pulpo pequeño y que se desarrolle en él), anguileras (para conservar vivas y frescas las anguilas)...
- Botijo de pescador de forma cónica y con una amplia base para soportar el vaivén del movimiento en las barcas.

## Tipología por uso

Alfarería española de corral, campo y ribera
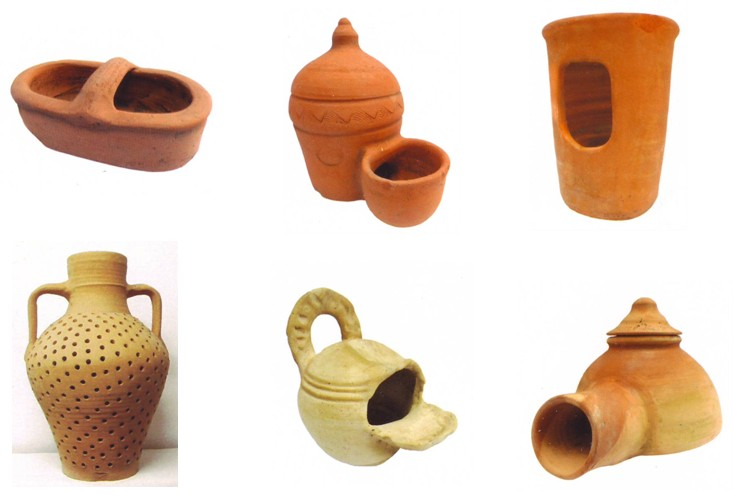
Recipiente de la alfarería tradicional española usados para dar de comer o criar animales de granja y campo. Arriba: comederos para aves (gallinas, palomas, perdices). Abajo: anguilera Orba (Alicante); nidal para pájaros (Agost, Alicante); conejera para criar (Pórtol, Baleares).
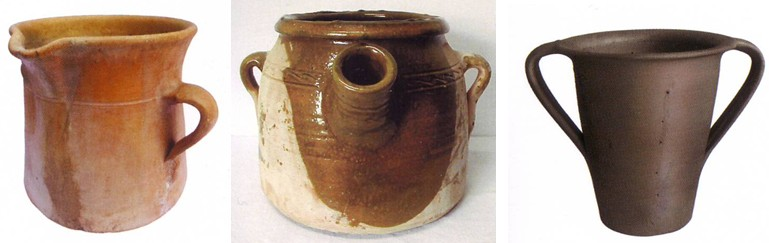
Recipiente de la alfarería tradicional española usados para ordeñar, almacenar, conservar o tratar leche de cabra, oveja y ganado mayor, y sus derivados: suero, queso, requesón, nata, etc. De izq. a dcha: herrada de Lloseta (Baleares), jarro de ordeño de Segorbe (Castellón), y quesera asturiana, alfarería negra de Llamas del Mouro (municipio de Cangas de Narcea).
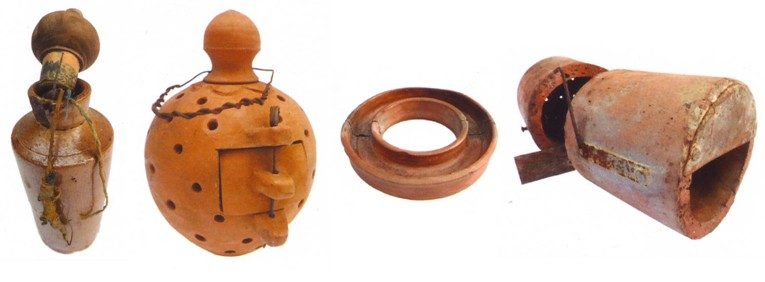
Recipiente de la alfarería tradicional española usados para conservar, cazar o eliminar animales de granja y campo. De izq. a dcha: tarro para guardar lagartijas (Tielmes y Morata de Tajuña, Madrid), grillera (Villafranca de los Caballeros, Toledo), trampa para hormigas, dos piezas que se colocan al pie del tronco del árbol afectado por la industria hormiguera (Marrachí, Baleares), y trampa para ratones (Alhama de Aragón, Zaragoza).